# Чемпионат мира по фехтованию 1925
Чемпионат мира по фехтованию в 1925 году проходил в Остенде (Бельгия). На момент проведения он считался европейским турниром, а статус чемпионата мира ему был присвоен задним числом в 1937 году. Проводились только соревнования по фехтованию на саблях среди мужчин.

## Общий медальный зачёт
| Место | Страна  | Золото | Серебро | Бронза | Всего |
| ----- | ------- | ------ | ------- | ------ | ----- |
| 1     | Венгрия | 1      | 1       | 1      | 3     |
| Всего | Всего   | 1      | 1       | 1      | 3     |

## Медалисты
| Дисциплина              | Золото     | Серебро      | Бронза         |
| ----------------------- | ---------- | ------------ | -------------- |
| Сабля Личное первенство | Янош Гараи | Йенё Ухьярик | Аттила Печауэр |